# ポッジョルシーニ
ポッジョルシーニ（イタリア語: Poggiorsini）は、イタリア共和国プッリャ州バーリ県にある、人口約1,500人の基礎自治体（コムーネ）。

## 地理

### 位置・広がり

#### 隣接コムーネ
隣接するコムーネは以下の通り。括弧内のPZはポテンツァ県、BTはバルレッタ＝アンドリア＝トラーニ県所属を示す。
- ジェンツァーノ・ディ・ルカーニア (PZ)
- グラヴィーナ・イン・プーリア
- スピナッツォーラ (BT)